# Mykola Bychok
Mykola Bychok CSsR (13. veljače 1980.) ukrajinski je grkokatolički prelat koji služi kao eparh u Melbourneu od 2020. godine.
Papa Franjo je 6. listopada 2024. objavio da ga planira imenovati kardinalom 8. prosinca 2024. godine, datum koji je kasnije promijenjen na 7. prosinca. Postao je najmlađi član kardinalskog zbora.